# Sint-Laurentiuskerk (Dongen)
De Sint-Laurentiuskerk is een voormalige katholieke parochiekerk van Dongen. De kerk, gelegen aan de Gasthuisstraat 1 en gekenmerkt door een opvallende koepel, wordt beschouwd als een der belangrijkste werken van de architect Joseph Cuypers.

## Geschiedenis
De Sint-Laurentiusparochie is al oud. De voorgeschiedenis valt samen met die van de Oude Kerk. Deze kwam in 1648 aan de hervormden. De katholieken konden na enkele decennia gebruikmaken van een schuurkerk, die in 1828 vervangen werd door een waterstaatskerk aan de Hoge Ham. Deze brandde echter af in 1917. Hierop werd op nagenoeg dezelfde plaats de huidige Sint-Laurentiuskerk gebouwd, die in 1920 werd ingewijd. Van de oude waterstaatskerk werd een stenen maquette vervaardigd. Deze bevindt zich in de tuin van het secretariaat.
Ondertussen had Dongen zich uitgebreid. Reeds in 1868 was een tweede parochie opgericht: de Sint-Hubertusparochie te Dongense Vaart, in 1907 gevolgd door de Sint-Josephparochie, waaruit zich in 1957 nog de Mariaparochie vormde, die tot 1986 heeft bestaan. Ook de Sint-Paulusparochie werd afgesplitst van de Sint-Laurentiusparochie, en wel in 1967.
De ontkerkelijking leidde ertoe dat de vier overgebleven parochies in 1996 fuseerden. De Sint-Josephkerk en de Sint-Pauluskerk werden aan de eredienst onttrokken en verkocht. Aldus bleven er nog twee kerken over. In 2005 ging men nauw samenwerken met de Heilige-Geestparochie te Rijen. De Sint-Laurentiuskerk fungeert aldus weer als de parochiekerk van Dongen en een aantal onderdelen van het interieur van de voormalige Sint-Josephkerk en de Sint Hubertuskerk zijn hier ook ondergebracht. De kerk werd aan de eredienst onttrokken op 7 januari 2024

## Gebouw
Het kerkgebouw is een ontwerp van Joseph Cuypers en Pierre Cuypers jr. in expressionistische stijl. De kerk is opgezet als centraalbouw en wordt overdekt wordt door een opvallende  achtkante koepel, die van rode dakpannen is voorzien. Bijzonder zijn de hoge ramen die in groepen van twee, drie of vijf geplaatst zijn. Aan drie zijden steken ondiepe transeptarmen uit. De vierde zijde omvat het veelhoekig afgesloten koor.
De inventaris bevat kunstwerken uit de bouwtijd, en er zijn absisschilderingen, vervaardigd door Joan Collette, die werkte voor het Cuypers-atelier te Roermond. Er zijn gebrandschilderde ramen van Max Weiss. Het orgel werd gebouwd door Wilhelm Rütter te Kevelaer en stamt uit 1882. Oorspronkelijk stond het in een klooster in Venlo.